# Katahari
Katahari (nep. कटहरी) – gaun wikas samiti we wschodniej części Nepalu w strefie Kośi w dystrykcie Morang. Według nepalskiego spisu powszechnego z 2001 roku liczył on 3622 gospodarstw domowych i 18782 mieszkańców (8882 kobiet i 9900 mężczyzn).